# Borole
Le borole est un composé organoboré hypothétique de formule C4H4BH. C'est un composé organique hétérocyclique de la famille des métalloles, analogue boré du pyrrole C4H4NH. Seuls ses dérivés substitués, appelés boroles, ont été observés expérimentalement. Bien qu'on ne puisse appliquer rigoureusement ici la règle de Hückel, on considère généralement que le borole est anti-aromatique.
Le pentaphénylborole Ph4C4BPh4 a été le premier borole isolé expérimentalement. Il peut être obtenu en faisant réagir du 1,1-diméthyl-2,3,4,5-tétraphénylstannole Ph4C4SnMe2 avec du dichlorure de phénylboronyle PhBCl2.
Les boroles peuvent former des composés sandwich de type ferrocène.